# 国鉄タキ10200形貨車
国鉄タキ10200形貨車（こくてつタキ10200がたかしゃ）は、かつて日本国有鉄道（国鉄）及び1987年（昭和62年）4月の国鉄分割民営化後は日本貨物鉄道（JR貨物）に在籍した私有貨車（タンク車）である。

## 概要
本形式は、ガソリン専用の40t 積タンク車として1968年（昭和43年）5月10日に2両（タキ10200-タキ10201）が日本車輌製造にて製作された。
所有者は日本石油でありその常備駅は、神奈川県の根岸駅であった。その後常備駅は本輪西駅へ移動した。
1979年（昭和54年）10月より化成品分類番号「燃32」（燃焼性の物質、引火性液体、危険性度合1（大））が標記された。
タンク体はアルミニウム製(A5083)であり5体構成の異径胴式であった。荷役方式は、マンホールからの上入れ、吐出管からの下出し方式である。アルミニウム製タンクのため自重が軽く、積載効率は良かったが高価であったため試作にとどまり量産化されることはなかった。
車体色は当初はアルミニウム地色であったがその後銀色に塗装された。寸法関係は全長は13,100mm、全幅は2,330mm、全高は3,830mm、台車中心間距離は9,100mm、実容積は54.8m3、自重は14.0t、換算両数は積車5.5、空車1.4であり、台車はベッテンドルフ式のTR41Cであった。
1987年（昭和62年）4月の国鉄分割民営化時には車籍がJR貨物に継承され、1995年（平成7年）11月に2車とも廃車となり同時に形式消滅となった。